# 赛涅莱日耶
赛涅莱日耶（法語：Saignelégier，法語發音：[sɛɲleʒje]）是瑞士汝拉州的一个市镇，位於該國西北部，面積31.64平方公里，海拔高度978米，截至2018年12月31日总人口为2,608人。2009年，市镇古穆瓦与莱波姆拉并入赛涅莱日耶。

## 外部連結
- http://www.saignelegier.ch （页面存档备份，存于）